# Liliomos
Liliomos (szerbül Лалић / Lalić, szlovákul Laliť) falu Szerbiában, a Vajdaságban, a Nyugat-bácskai körzetben, Hódság községben.

## Fekvése
Hódság keleti szomszédjában, Bácskeresztúr és Paripás közt fekszik.

## Története
Az 1700-ban készült Olber-féle összeírás még elpusztult helynek mondta, egy 1762-ből való térkép pedig Lalityi régi temető nyugati oldalán egy templomot tüntet fel. 1761-ben már valószínűleg újratelepült hely lehetett, mert ez évszámtól régi pecsétje is van.
Az 1763-1764. évi adólajstromban már 550 forint adóval szerepelt.
Első evangélikus lelkésze kisjeszeni Jeszenszky Sámuel, akit 1817-ben iktattak be.

## Népesség

### Demográfiai változások
| 1948 | 1953 | 1961 | 1971 | 1981 | 1991 | 2002 | 2011 |
| ---- | ---- | ---- | ---- | ---- | ---- | ---- | ---- |
| 2365 | 2351 | 2351 | 2125 | 1859 | 1699 | 1646 | 1343 |

## Testvértelepülése

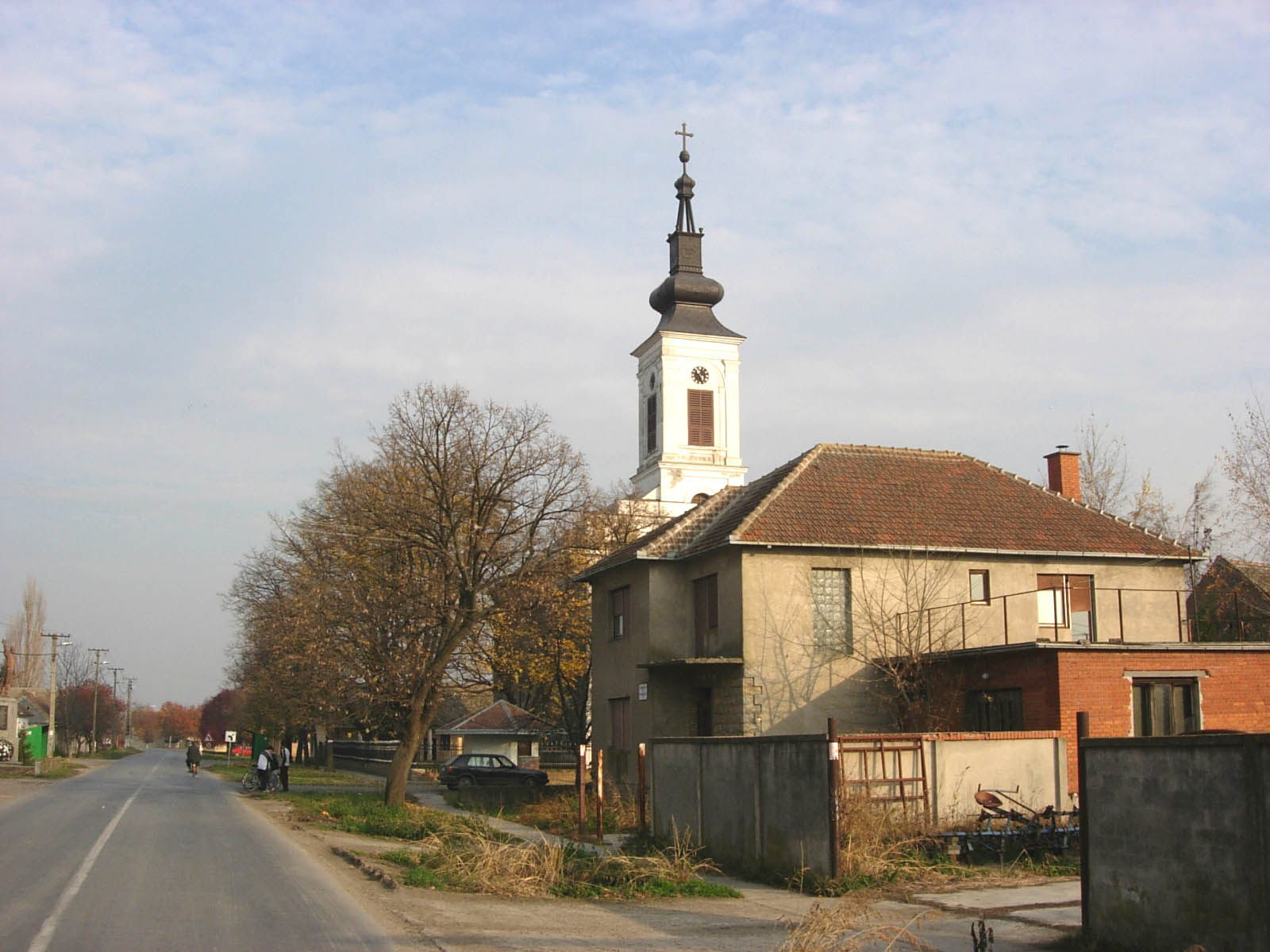
Az ortodox templom

- Mosóc, Szlovákia